# Parrhesia (bướm đêm)
Parrhesia là một chi bướm đêm thuộc họ Geometridae.